# 길티 기어 이스카
《길티 기어 이스카》는 아크 시스템 웍스가 제작한 2003년 대전 격투 게임이다. 《길티 기어》 시리즈의 외전작으로, 사미의 아케이드 기판 아토미스웨이브로 처음 개발돼 2003년 12월 17일 일본서 아케이드 전용으로 출시됐다. 이후 플레이스테이션 2, 엑스박스 및 마이크로소프트 윈도우 플랫폼으로 이식됐다.
《길티 기어 이스카》의 그래픽과 전체적인 게임플레이 시스템은 《길티 기어 XX》와 공유하나, 전용 모드로 4인의 플레이어가 참가하는 2대2 대전을 지원하는 것이 특징이다. 플레이스테이션 2 이식판에선 진행형 격투 게임 방식의 '부스트 모드'와 2명의 새로운 캐릭터가 추가됐다.
출시 당시 《길티 기어 이스카》는 음악과 그래픽으로 호평을 받았으나 2라인 격투대전이나 캐릭터 방향을 수동전환하는 '턴' 버튼 등 신 게임플레이 요소들은 지탄을 받아 복합적인 평론을 받았다.

## 반응
《길티 기어 이스카》는 리뷰 애그리게이터 웹사이트 메타크리틱에서 73/100점, 게임랭킹스에서 76%를 기록해 복합적인 평가를 받았다.

### 흥행
《길티 기어 이스카》 플레이스테이션 2판은 일본서 2004년 12월 26일까지 74,270장이 판매돼 그 해 176번째로 많이 팔린 게임이 됐다.

## 참조

### 내용주
1. ↑  영어: Guilty Gear Isuka, 일본어: ギルティギア 鶍